# Colaborador informal

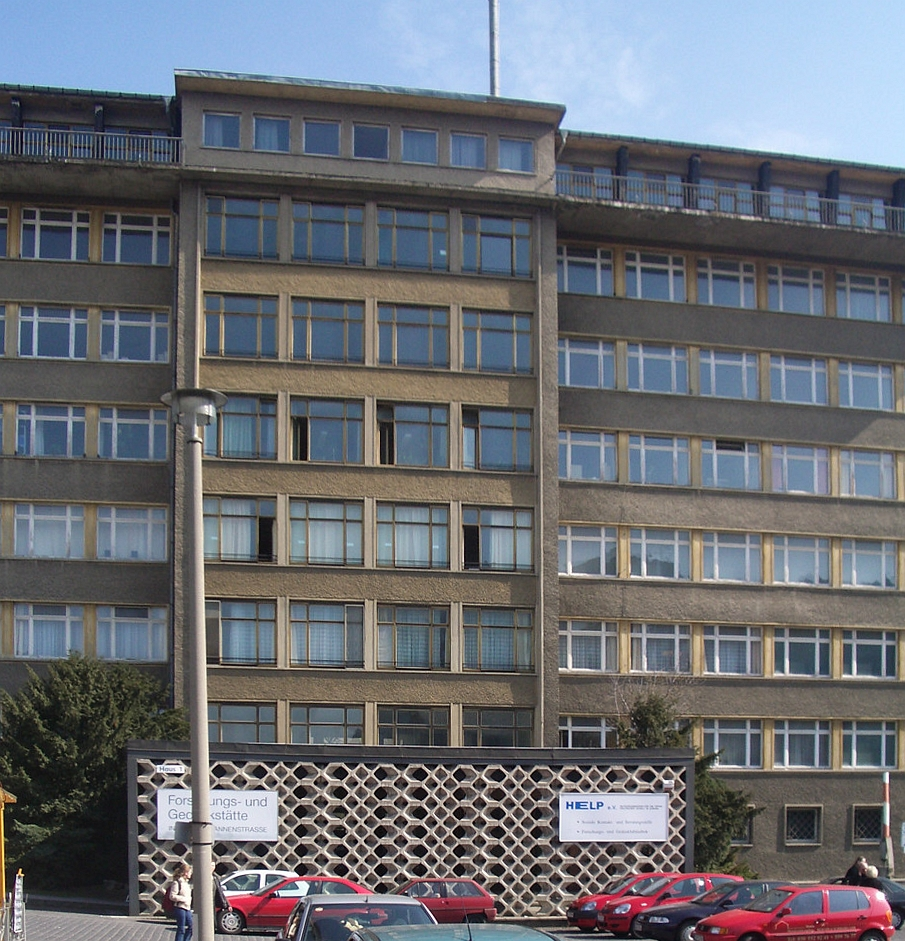
Antigua sede de la Stasi en Berlín.

Un colaborador informal (en alemán Inoffizieller Mitarbeiter [IM], hasta 1968 Geheimer Informator [GI])  era una persona que de forma secreta suministraba información a la Stasi en la República Democrática Alemana (RDA). La red de colaboradores estaba formada en sus últimos años por cerca de 189 000 personas de todos los sectores de la sociedad, y constituía uno de los instrumentos de represión y apoyo al régimen más importantes.
La Stasi eligió intencionadamente los términos Inoffizieller Mitarbeiter y Geheimer Informator para desmarcarse del antiguo vocabulario de la policía alemana y del término V-Person.
Debido a la reunificación de Alemania los archivos de la Stasi quedaron disponibles, lo que permitió conocer la identidad de numerosos colaboradores y se aclararon algunas tragedias humanas. Simultáneamente se rompieron muchas amistades y parejas después de conocerse que uno de ellos era un espía infiltrado.
Después de la reunificación se continuó empleando el término ocasionalemente para referirse a personas que trabajan para otros servicios de inteligencia.

## Número de colaboradores

Gráfico que muestra la evolución del número de colaboradores informales en el tiempo.

La Stasi disponía de una red de colaboradores informales en todos los grupos poblacionales de la RDA. Esa red era uno de los elementos del sistema de control de la RDA, así como de control de círculos de personas a los que de otra manera los miembros de la Stasi no hubieran tenido acceso. Había colaboradores informales infiltrados en distintos grupos y asociaciones críticos con el régimen, como círculos de artistas o de la iglesia, de modo que el estado estaba informado de las actividades de personas consideradas por la Stasi como enemigos.
Mientras existió la Stasi trabajaron como colaboradores informales aproximadamente 624 000 personas. Su número se disparó dentro del contexto de distintas crisis, como la sublevación de 1953, la construcción del muro o con las relaciones intraalemanas. Es a mediados de la década de 1970 cuando su número fue mayor (más de 200 000). A finales de esa década se producen cambios en las políticas de los colaboradores informales con el objetivo de conseguir una mayor profesionalización, por lo que se reduce su número. El 31 de diciembre de 1988 el número era de 173 081. Según un estudio del año 2010 de Helmut Müller-Enbergs el número de colaboradores en el año 1989 era de 189 000. El historiador Ilko-Sascha Kowalczuk puso en duda ese dato, pero no aportó a su vez ninguna estimación sobre su número real. Los colaboradores informales podían tener varios apodos y pertenecer a distintas categorías, por lo que en la estimación de Müller-Enbergs podría haber personas repetidas. Además la Stasi contaba con colaboradores que luego en la práctica jamás reportarom nada; por ese motivo en el año 1987 archivó los expedientes de cerca de 10 000 colaboradores informales. La propia Stasi especificó que su número en 1988 era de 110 000. Ilko-Sascha Kowalczuk también puso en duda el número de colaboradores en el extranjero, aunque sus datos no resultan convincentes y sus conclusiones estadísticas han recibido críticas por fallos de método graves.
La mayoría de los colaboradores eran hombres (83% en la RDA, 72% en la RFA) y en su mayoría pertenecían al Partido Socialista Unificado de Alemania (aproximadamente el 5% de los afiliados). Entre un 30% y un 40% de los colaboradores pertenecía al grupo de edad comprendido entre los 25 y los 40 años (ese grupo de edad representaba el 25% de la población de la RDA). En comparación, el número de jubilados y de menores de 25 años era escaso. 

## Actividad
La actividad de los colaboradores informales consistía en proporcionar informes sobre la conducta de las personas pertenecientes a sus entornos profesionales o personales. Frecuentemente espiaban a amigos íntimos y a familiares. Después de la reunificación se descubrieron estas actividades y eso produjo la ruptura de muchas amistades y matrimonios. Algunos colaboraron por convicciones políticas, otros para conseguir distintas ventajas y otros fueron presionados. La duración media de la colaboración era de entre seis a diez años, aunque en casos especiales podía ser mayor.
Los colaboradores no eran todos iguales: entre los GMS (Gesellschaftlicher Mitarbeiter Sicherheit, a menudo conocidos como «ciudadanos leales al estado»), los IMB (Inoffizieller Mitarbeiter Beobachtung), y los IMS (Inoffizieller Mitarbeiter Sicherheit) había grandes diferencias. Las personas consideradas como opositores políticos por la Stasi (Feindlich-negative Personen) eran controladas por varios colaboradores, que formaban parte del entorno de las personas vigiladas y exercer la descomposición (Stasi).